# Б-586 «Кронштадт»
Б-586 «Кронштадт» — российская многоцелевая дизель-электрическая подводная лодка, построенная в 2005—2023 годах, вторая по счёту и первая серийная проекта 677 «Лада», подлодка  модифицирована по проекту 667М. Находится в составе ВМФ России. В соответствии с оглашенным на церемонии подъёма флага, приказом главкома ВМФ Николая Евменова подлодка зачислена в состав соединения Кольской флотилии разнородных сил Северного флота.

## История строительства
Подлодка была заложена 28 июля 2005 года на Адмиралтейских верфях (Санкт-Петербург) под заводским номером 01571.
С 2009 года строительство было заморожено по решению Минобороны РФ.
В ноябре 2011 года генеральный директор ЦКБ МТ «Рубин» А. Дьячков заявил, что подлодки этого проекта будут модернизированы по доработанному техническому проекту (условное наименование 677Д), который будет готов в 2013 году. После чего строительство второй и третьей подлодок по измененному проекту будет возобновлено.
9 июля 2013 года Министерство обороны России заключило контракт с ОАО «Адмиралтейские верфи» на достройку по откорректированному проекту 677М подводной лодки Б-586 «Кронштадт». Оснащение первых трех подлодок воздухонезависимыми энергетическими установками (ВНЭУ) не будет. «Это будет серия из трех подлодок, которые не будут оснащаться ВНЭУ, установка позволяет неатомным подлодкам длительное время действовать под водой без всплытия на поверхность», — сообщил Бузаков.
Спуск на воду был запланирован на декабрь 2015 года.
В июле 2017 года был состыкован единый корпус подлодки.
20 сентября 2018 года спущена на воду; 
в течение 2019 года планировалось провести испытания.
28 июня 2019 года  сообщено, что ДЭПЛ «Кронштадт» начала швартовные испытания.. 
В это же время подлодка участвовала в параде в День ВМФ на Неве в Санкт-Петербурге.
В начале 2020 года появилась информация о том, что Б-586 пополнит состав Тихоокеанского флота, в дальнейшем не подтвердившаяся.
Передача подлодки флоту была запланирована на 2022 год, но позже перенесена на 2023-й, фактически же состоялась в начале 2024 года.

## История службы
31 января 2024 года подлодка принята в строй, вошла в состав 161-й БрПЛ КФлРС СФ.